# Maria Theresia van Bourbon-Sicilië (1867-1909)

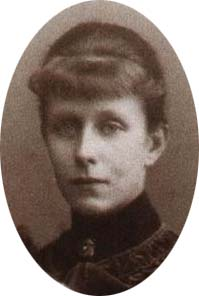
Maria Theresia van Bourbon

Maria Theresia van Bourbon (Zürich, 15 januari 1867 - Cannes, 1 mei 1909) was prinses der Beide Siciliën en door haar huwelijk vorstin van Hohenzollern-Sigmaringen.
Zij was de dochter van Luigi van Bourbon en diens vrouw Mathilde.
Op 27 juni 1889 trouwde ze op het slot van Sigmaringen met Willem van Hohenzollern-Sigmaringen. 
Uit het huwelijk werden drie kinderen geboren:
- Augusta Victoria (19 augustus 1890 - 29 augustus 1966), later de echtgenote van de Portugese ex-koning Emanuel II.
- Frederik Victor (30 augustus 1891 - 6 februari 1965)
- Frans Jozef (30 augustus 1891 - 3 april 1964)